# Breedbladig mosdiertje
Het breedbladig mosdiertje (Flustra foliacea) is een mosdiertjessoort uit de familie van de Flustridae die in bladvormige kolonies leeft. Elk diertje (zoïde) zit in een holvormig, kalkhoudend, hoornig omhulsel van 0,5 mm. Hierin kunnen ze zich terugtrekken. De kleur is geel, grijs of groenblauw. Elk diertje waaiert met zijn tentakels voedsel uit het water. De wetenschappelijke naam van de soort werd in 1785 voor het eerst geldig gepubliceerd door Carl Linnaeus als Eschara foliacea.

## Omschrijving
Het breedbladig mosdiertje wordt vaak aangezien voor een zeewier, maar is eigenlijk een kolonie zoïden. De bladeren kunnen een hoogte bereiken van 20 centimeter en hebben afgeronde uiteinden. Ze hebben een sterk aroma van citroenen. Ze verschillen van de vergelijkbare Securiflustra securifrons door de neiging van de bladtakken om naar de punt toe duidelijk breder te worden. Elke zoïde is ongeveer rechthoekig, met 4-5 korte stekels aan het distale uiteinde en 13-14 tentakels rond de lofofoor.

## Verpreiding
Het breedbladig mosdiertje heeft een brede verspreiding in de Noord-Atlantische Oceaan, zowel aan de Europese als aan de Amerikaanse zijde. Het is beperkt tot koudere sublitorale wateren en bereikt zijn zuidelijke grens in Noord-Spanje.
De bladeren van het breedbladig mosdiertje worden vaak door andere dieren gebruikt als substraat om van te leven. Dergelijke epibionten omvatten andere mosdiertjes zoals Crista eburnea, hydroïdpoliepen, sessiele borstelwormen en de porseleinkrab Pisidia longicornis. Andere dieren voeden zich met F. foliacea, waaronder de zee-egels Echinus esculentus en Psammechinus miliaris en de naaktslak Crimora papillata. Ook de stekelzeespin (Achelia echinata) voedt zich bij voorkeur met F. foliacea.

## Levenscyclus
Kolonies van het breedbladig mosdiertje groeien alleen in het voorjaar en de zomer, wat kan resulteren in zichtbare jaarringen. Voortplanting vindt plaats tussen afzonderlijke mannelijke en vrouwelijke zoïden in de kolonie in de herfst en winter. De cellen produceren uitgroeiingen die bekend staan als ovicellen, die embryo's bevatten en zichtbaar zijn van oktober tot februari. De larven komen in het voorjaar vrij en nestelen zich na korte tijd op het substraat. Het eerste jaar groeien kolonies alleen langs het oppervlak (korstvorming), waarbij pas in de daaropvolgende jaren losse bladeren worden gevormd. Deze worden geproduceerd wanneer twee korstvormende kolonies elkaar ontmoeten en de twee randen die contact maken, naar boven beginnen te groeien, rug aan rug. De totale levensduur van een kolonie kan 12 jaar bedragen. Het wordt vaak aangetroffen aangespoeld op stranden na stormen.